# Ozero Paulje
Ozero Paulje (ryska: Озеро Паулье) är en sjö i Belarus.   Den ligger i voblasten Vitsebsks voblast, i den norra delen av landet, 150 km nordost om huvudstaden Minsk. Ozero Paulje ligger 129 meter över havet.
Omgivningarna runt Ozero Paulje är en mosaik av jordbruksmark och naturlig växtlighet. Runt Ozero Paulje är det ganska glesbefolkat, med 28 invånare per kvadratkilometer.